# 碓氷勝三郎商店
株式会社碓氷勝三郎商店（うすいかつさぶろうしょうてん）は、北海道根室市にある酒造メーカー。

## 概要
1887年（明治20年）創業。清酒「北の勝（きたのかつ）」が有名だが、2024年9月30日までは企業としては法人格を持たない個人商店であり、製品の製造元表記には店主名が併記されていた。先代社長が缶詰13社で設立し1976年に倒産した「日本合同缶詰」の負債処理が数年前に完了したことを機に税制の有利な株式会社への改組を行うこととしし翌日に株式会社化され、製造元表記は株式会社に変更された。
創業者の碓氷勝三郎は値段の高い本州産の日本酒に対抗するべく酒造業を創業し、酒造業の傍ら根室近辺で獲れる蟹を缶詰に加工することに成功、缶の金属による変色を防ぐため硫酸紙で包む方法を考案した。国後島や択捉島にも漁場や工場を広げ根室を代表する大実業家となり、またタクシー会社「ホクトタクシー」も経営するなど、一代で大きな財産を得たことでも知られる。しかし終戦後は北方四島の資産を失い、4代目は根室商工会議所会頭を務めるも缶詰加工業の「日本合同缶詰」は円高やオイルショックの影響を受け1976年に経営破綻し、現在は酒造業を本業としており、煉瓦造りの立派な倉庫などを市内に構えている。
根室市およびその周辺の酒店では必ずといっていいほど「北の勝」が置かれており、地元に定着している。しかも全生産量の8割は、釧路・根室地区で消費されている。
普通酒の「大海」は以前糖類・酸味料添加であったが、2007年7月以降は糖類・酸味料無添加になっている。
毎年1月に限定発売される「搾りたて」は吟醸香が豊かでフルーティーな味で出荷本数が少なく入手困難な酒として知られる。

## 所在地
- 北海道根室市常盤町1丁目6番地

## 沿革
- 1887年 - 碓氷勝三郎（初代）が清酒製造を始め、「清泉」「志ら梅」「北龍」を発売[2]。
- 1942年 - 酒銘を「北の勝」へ改名[2]。
- 2024年10月1日 - 法人設立、個人経営から株式会社に組織変更[1]。

## 醸造している銘柄
- 北の勝 大海（普通酒・佳撰クラス）
- 北の勝 鳳凰（普通酒・上撰クラス）
- 北の勝 精選（本醸造・超特撰クラス）
- 北の勝 吟醸酒（吟醸酒、販売期間限定）
- 北の勝 大吟醸（大吟醸、販売期間限定）
- 北の勝 搾りたて

このほかにも存在する。